# Hong Kong Cup
Der Hong Kong Cup ist das mit 20 Millionen Hongkong-Dollar (entspricht knapp 2 Millionen Euro) höchstdotierte Pferderennen Chinas und das größte Asiens nach dem Dubai World Cup und dem Japan Cup.
Die vom Hong Kong Jockey Club organisierte Veranstaltung wird Mitte Dezember auf Turf gelaufen und gilt als letztes Großereignis des internationalen Rennsportjahres. Vollblüter ab drei Jahren kämpfen im Rahmen der „Hong Kong International Races“-Serie auf der Sha Tin-Rennbahn vor 80.000 Zuschauern um den Sieg.
Das Rennen wurde zwar 1988 gegründet, aber erst seit der Verlängerung der Strecke auf 2.000 Meter (eine Mittelstrecke bei Galopprennen) 1999 ist es eines der großen Gruppe-I-Rennen. Es wird traditionell von Cathay Pacific gesponsert. Starjockey Frankie Dettori gewann bereits dreimal. Im Jahr 2011 wurde das deutsche Pferd Zazou mit seinem Reiter Olivier Peslier Dritter.

## Sieger
| Year | Winner            | Trained      | Age | Jockey             | Trainer              | Owner                           | Time    | 2nd/3rd                         |
| ---- | ----------------- | ------------ | --- | ------------------ | -------------------- | ------------------------------- | ------- | ------------------------------- |
| 1988 | Flying Dancer     | Hong Kong    | 5   | Bartie Leisher     | Brian Kan Ping-chee  | Lim Por-yen                     | 1:48.60 | Top Grade / Yuno When           |
| 1989 | Colonial Chief    | Singapore    | 4   | Tony Cruz          | Ivan W. Allan        | Promise Stable                  | 1:49.30 | Top Grade / Stingray            |
| 1989 | Grey Invader      | New Zealand  | 4   | Gary Stewart       | Alvin Clark          | E. J. Johnson et al.            | 1:48.00 | Latitude / St James             |
| 1990 | Kessem            | New Zealand  | 5   | Kevin Moses        | Brian Smith          | B. Duncan et al.                | 1:48.40 | Livistona Lane / Colonial Chief |
| 1991 | River Verdon      | Hong Kong    | 4   | Gérald Mossé       | David Hill           | Oswald Cheung / Ronald Arculli  | 1:49.80 | Prudent Manner / Majestic Boy   |
| 1992 | Romanee Conti (a) | New Zealand  | 4   | Greg J. Childs     | Laurie Laxon         | Peter & Philip Vela             | 1:48.20 | Fraar / Charmonnier             |
| 1993 | Motivation        | Hong Kong    | 5   | John Marshall      | John Moore           | Herr & Frau Hui Sai Fun         | 1:49.20 | Verveine / Stark South          |
| 1994 | State Taj         | Australia    | 5   | Damien Oliver      | James L. Riley       | Neville Begg & Partners         | 1:48.40 | River Majesty / Volochine       |
| 1995 | Fujiyama Kenzan   | Japan        | 7   | Masayoshi Ebina    | Hideyuki Mori        | Tatsuya Fujimoto                | 1:47.00 | Ventiquattrofogli / Jade Age    |
| 1996 | First Island      | UK           | 4   | Michael Hills      | Geoff Wragg          | Mollers Racing                  | 1:48.20 | Seascay / Kingston Bay          |
| 1997 | Val's Prince      | USA          | 5   | Cash Asmussen      | James E. Picou       | Robin Martin/Steven Weiner      | 1:47.20 | Oriental Express / Wixim        |
| 1998 | Midnight Bet      | Japan        | 4   | Hiroshi Kawachi    | Hiroyuki Nagahama    | Shadai Racehorse Co. Ltd.       | 1:46.90 | Johan Cruyff / Almushtarak      |
| 1999 | Jim and Tonic     | France       | 5   | Gérald Mossé       | François Doumen      | John D. Martin                  | 2:01.40 | Running Stag / Lear Spear       |
| 2000 | Fantastic Light   | UAE          | 4   | Frankie Dettori    | Saeed bin Suroor     | Godolphin Racing                | 2:02.20 | Greek Dance / Jim and Tonic     |
| 2001 | Agnes Digital     | Japan        | 4   | Hirofumi Shii      | Toshiaki Shirai      | Takao Watanabe                  | 2:02.80 | Tobougg / Terre A Terre         |
| 2002 | Precision         | Hong Kong    | 4   | Michael Kinane     | David Oughton        | Wu Sai Wing                     | 2:07.10 | Paolini / Dano-mast             |
| 2003 | Falbrav           | UK           | 5   | Frankie Dettori    | Luca Cumani          | Sc. Rencati / Teruya Yoshida    | 2:00.90 | Rakti / Elegant Fashion         |
| 2004 | Alexander Goldrun | Ireland      | 3   | Kevin Manning      | Jim Bolger           | Miriam O’Callaghan              | 2:03.30 | Bullish Luck / Touch Of Land    |
| 2005 | Vengeance of Rain | Hong Kong    | 4   | Anthony Delpech    | David E. Ferraris    | R. G. Chow Hon Man              | 2:04.50 | Pride / Maraahel                |
| 2006 | Pride             | France       | 6   | Christophe Lemaire | Alain de Royer-Dupré | NP Bloodstock Ltd               | 2:01.60 | Admire Moon / Vengeance of Rain |
| 2007 | Ramonti           | UAE          | 5   | Frankie Dettori    | Saeed bin Suroor     | Godolphin Racing                | 2:02.80 | Viva Pataca / Musical Way       |
| 2008 | Eagle Mountain    | South Africa | 4   | Kevin Shea         | Mike de Kock         | Mohammed bin Khalifa Al Maktoum | 2:00.92 | Balius / Linngari               |
| 2009 | Vision d’Etat     | France       | 4   | Olivier Peslier    | Eric Libaud          | Jacques Detré & Vicky Libaud    | 2:01.86 | Collection / Presvis            |
| 2010 | Snow Fairy        | UK           | 3   | Ryan L. Moore      | Ed Dunlop            | Anamoine Limited                | 2:02.94 | Irian / Packing Winner          |
| 2011 | California Memory | Hong Kong    | 5   | Matthew Chadwick   | Anthony S. Cruz      | Howard Liang Yum Shing          | 2:04.57 | Irian / Zazou                   |
| 2012 | California Memory | Hong Kong    | 6   | Matthew Chadwick   | Anthony S. Cruz      | Howard Liang Yum Shing          | 2:03.09 | Giofra / Alcopop                |
| 2013 | Akeed Mofeed      | Hong Kong    | 4   | Douglas Whyte      | Richard Gibson       | Pan Sutong                      | 2:01.96 | Tokei Halo / Cirrus des Aigles  |
| 2014 | Designs On Rome   | Hong Kong    | 5   | João Moreira       | John Moore           | Cheng Keung Fai                 | 2:01.96 | Military Attack / Criterion     |
| 2015 | A Shin Hikari     | Japan        | 4   | Yutaka Take        | Masanori Sakaguchi   | Eishindo Co Ltd                 | 2:00.60 | Nuovo Record / Blazing Speed    |
| 2016 | Maurice           | Japan        | 5   | Ryan Moore         | Noriyuki Hori        | Kazumi Yoshida                  | 2:00.95 | Secret Weapon / Staphanos       |
| 2017 | Time Warp         | Hong Kong    | 4   | Zac Purton         | Anthony S. Cruz      | Martin Siu Kim Sun              | 2:01.63 | Werther / Neorealism            |
| 2018 | Glorious Forever  | Hong Kong    | 4   | Silvestre de Sousa | Frankie Lor          | Michael Kwan Wing Lok           | 2:01.71 | Deirdre / Time Warp             |

(a) Das Rennen von „1992“ musste vom Dezember auf April 1993 verschoben werden aufgrund einer Pferde-Viruserkrankung.